# Unione Sportiva Lecce 2000-2001
Questa voce raccoglie le informazioni riguardanti l'Unione Sportiva Lecce nelle competizioni ufficiali della stagione 2000-2001.

## Stagione
Nella stagione 2000-2001 il Lecce disputa il campionato di Serie A e raccoglie 37 punti, che valgono il tredicesimo posto in classifica. Nella prima stagione del nuovo secolo il Lecce di Alberto Cavasin compie una nuova impresa, riuscendo per un soffio a mantenere la prestigiosa categoria. Nel girone di andata i salentini raccolgono 21 punti, un piccolo capitale, sufficiente, malgrado l'inevitabile calo nel girone di ritorno, a raggiungere l'obiettivo della salvezza. La partita che si rivela decisiva viene giocata al Via del mare nell'ultimo incontro del calendario e vede i giallorossi cogliere la vittoria (2-1) sulla Lazio, che costringe allo spareggio Verona e Reggina per salvarsi, mentre Bari, Napoli e L.R. Vicenza avevano già un piede nella fossa della Serie B. Notevole è il contributo offerto alla causa salvezza dai due attaccanti Cristiano Lucarelli e Davor Vugrinec, autori rispettivamente di 12 reti e 11 centri in campionato. 
Nella Coppa Italia i giallorossi superano il Cosenza al primo turno, mentre agli ottavi di finale sono eliminati nel doppio confronto dall'Inter.

## Divise e sponsor
Il fornitore di materiale tecnico per la stagione 2000-2001 è stato Asics, mentre lo sponsor di maglia banca121.
| Casa | Trasferta | Terza divisa | Quarta divisa |

## Rosa
| N. |                           | Ruolo | Calciatore               |
| -- | ------------------------- | ----- | ------------------------ |
| 1  | Italia (bandiera)         | P     | Antonio Chimenti         |
| 2  | Brasile (bandiera)        | D     | Juarez de Souza Teixeira |
| 3  | Italia (bandiera)         | D     | Gianluca Colonnello      |
| 4  | Italia (bandiera)         | C     | Luigi Piangerelli        |
| 5  | Italia (bandiera)         | D     | Alberto Savino           |
| 6  | Italia (bandiera)         | D     | Alberto Malusci          |
| 7  | Croazia (bandiera)        | A     | Davor Vugrinec           |
| 8  | Italia (bandiera)         | C     | Alessandro Conticchio    |
| 9  | Italia (bandiera)         | A     | Cristiano Lucarelli      |
| 10 | Italia (bandiera)         | C     | Maurizio Bedin           |
| 10 | Italia (bandiera)         | C     | Gaetano Vasari           |
| 11 | Argentina (bandiera)      | A     | Aldo Osorio              |
| 12 | Italia (bandiera)         | P     | Emanuele Manitta         |
| 13 | Italia (bandiera)         | A     | Alessandro Pellicori     |
| 14 | Jugoslavia (bandiera)     | A     | Mirko Vučinić            |
| 15 | Argentina (bandiera)      | C     | Diego Mateo              |
| 16 | Italia (bandiera)         | C     | Claudio Bonomi           |
| 16 | Italia (bandiera)         | D     | Riccardo Fissore         |
| 17 | Costa d'Avorio (bandiera) | A     | Axel Konan               |
| 18 | Italia (bandiera)         | D     | Dario Dainelli           |

| N. |                    | Ruolo | Calciatore            |
| -- | ------------------ | ----- | --------------------- |
| 19 | Italia (bandiera)  | C     | Alessandro Zinnari    |
| 20 | Italia (bandiera)  | A     | Antonio Leo           |
| 20 | Italia (bandiera)  | C     | Rodolfo Giorgetti     |
| 21 | Italia (bandiera)  | D     | Ferdinando De Martino |
| 22 | Francia (bandiera) | P     | Stéphane Coqu         |
| 23 | Italia (bandiera)  | D     | William Viali         |
| 24 | Italia (bandiera)  | C     | Max Tonetto           |
| 25 | Italia (bandiera)  | C     | Marco Testa           |
| 26 | Italia (bandiera)  | D     | Erminio Rullo         |
| 29 | Italia (bandiera)  | D     | Giovanni De Toma      |
| 27 | Italia (bandiera)  | D     | Matteo Pivotto        |
| 28 | Italia (bandiera)  | C     | Davide Olivares       |
| 28 | Svezia (bandiera)  | C     | Klas Ingesson         |
| 30 | Italia (bandiera)  | D     | David Balleri         |
| 31 | Italia (bandiera)  | P     | Massimo Lotti         |
| 32 | Italia (bandiera)  | D     | Martino Traversa      |
| 35 | Uruguay (bandiera) | C     | Jorge Casanova        |
| 33 | Ghana (bandiera)   | C     | Mark Edusei           |
| 34 | Italia (bandiera)  | C     | Alessandro Doga       |

## Calciomercato

### Sessione estiva
| Acquisti | Acquisti         | Acquisti            | Acquisti |
| R.       | Nome             | da                  | Modalità |
| -------- | ---------------- | ------------------- | -------- |
| D        | Riccardo Fissore | Inter               | ?        |
| C        | Max Tonetto      | Bologna             | ?        |
| C        | Klas Ingesson    | Olympique Marsiglia | ?        |

| Cessioni | Cessioni         | Cessioni | Cessioni |
| R.       | Nome             | a        | Modalità |
| -------- | ---------------- | -------- | -------- |
| D        | Martino Traversa | Siena    | ?        |
| D        | Jorge Casanova   | Ravenna  | ?        |
| D        | Antonio Leo      | Gubbio   | ?        |

### Sessione invernale
| Acquisti | Acquisti       | Acquisti  | Acquisti |
| R.       | Nome           | da        | Modalità |
| -------- | -------------- | --------- | -------- |
| C        | Gaetano Vasari | Sampdoria | ?        |

| Cessioni | Cessioni          | Cessioni        | Cessioni |
| R.       | Nome              | a               | Modalità |
| -------- | ----------------- | --------------- | -------- |
| D        | Stefano Melissano | Alzano Virescit | ?        |
| C        | Maurizio Bedin    | Sampdoria       | ?        |
| C        | Davide Olivares   | Como            | ?        |

## Risultati

### Serie A

#### Girone di andata
| Arbitro: | Castellani (Verona) |

|                      |           |              |
| Materazzi 73’ (rig.) | Marcatori | 24’ Vugrinec |

| Arbitro: | Bolognino (Milano) |

|  |           |                                            |
|  | Marcatori | 41’, 80’ Batistuta 47’ Tommasi 90+1’ Totti |

| Arbitro: | Paparesta (Bari) |

|  |           |                         |
|  | Marcatori | 34’ (rig.) C. Lucarelli |

| Arbitro: | Nucini (Bergamo) |

|              |           |                  |
| Vugrinec 73’ | Marcatori | 67’ (rig.) Fresi |

| Arbitro: | Treossi (Forlì) |

|                        |           |  |
| Sosa 64’ Margiotta 70’ | Marcatori |  |

| Arbitro: | De Santis (Tivoli) |

|  |           |              |
|  | Marcatori | 21’ Vugrinec |

| Arbitro: | Racalbuto (Gallarate) |

|                              |           |  |
| C. Lucarelli 24’, 72’ (rig.) | Marcatori |  |

| Arbitro: | Paparesta (Bari) |

|          |           |  |
| Ganz 45’ | Marcatori |  |

| Arbitro: | Racalbuto (Gallarate) |

|                |           |                   |
| Conticchio 11’ | Marcatori | 54’ (rig.) Chiesa |

| Arbitro: | Pellegrino (Barcellona Pozzo di Gotto) |

|                                                       |           |                |
| Leonardo 20’ Shevchenko 27’, 31’ (rig.) José Mari 88’ | Marcatori | 22’ Conticchio |

| Arbitro: | Racalbuto (Gallarate) |

|               |           |                                                            |
| Giorgetti 70’ | Marcatori | 12’ F. Inzaghi 28’ Trezeguet 87’ Kovacevic 90+1’ Zambrotta |

| Arbitro: | Castellani (Verona) |

|                        |           |                       |
| Hubner 68’, 77’ (rig.) | Marcatori | 19’, 51’ C. Lucarelli |

| Arbitro: | Paparesta (Bari) |

|                                                      |           |                                  |
| Osorio 54’ C. Lucarelli 61’, 72’ Vugrinec 74’ (rig.) | Marcatori | 9’ Bonazzoli 79’ (rig.) Adailton |

| Arbitro: | Tombolini (Ancona) |

|                                     |           |             |
| Vugrinec 33’, 36’ (rig.) Osorio 72’ | Marcatori | 79’ Comotto |

| Arbitro: | Paparesta (Bari) |

|               |           |                    |
| Milosevic 52’ | Marcatori | 90+4’ C. Lucarelli |

| Lecce 28 gennaio 2001 16ª giornata | Lecce              | 0 – 0 referto | Bologna | Stadio Via del Mare\| Arbitro: \| De Santis (Tivoli) \| |
| Arbitro:                           | De Santis (Tivoli) |               |         |                                                         |

| Arbitro: | Borriello (Mantova) |

|                           |           |                                        |
| Crespo 41’, 65’ Veron 75’ | Marcatori | 51’ Conticchio 79’ (rig.) C. Lucarelli |

#### Girone di ritorno
| Arbitro: | Bertini (Arezzo) |

|                           |           |                        |
| Tonetto 34’ Giorgetti 60’ | Marcatori | 36’ Vryzas 78’ Saudati |

| Arbitro: | Messina (Bergamo) |

|            |           |  |
| Samuel 68’ | Marcatori |  |

| Arbitro: | Borriello (Mantova) |

|                              |           |           |
| Balleri 15’ C. Lucarelli 73’ | Marcatori | 29’ Cozza |

| Arbitro: | Racalbuto (Gallarate) |

|             |           |              |
| Edmundo 51’ | Marcatori | 76’ Vugrinec |

| Arbitro: | N. Ayroldi (Molfetta) |

|                                      |           |          |
| Ingesson 44’ C. Lucarelli 82’ (rig.) | Marcatori | 39’ Sosa |

| Arbitro: | Racalbuto (Gallarate) |

|                 |           |                 |
| Piangerelli 47’ | Marcatori | 28’, 60’ Recoba |

| Arbitro: | Bertini (Arezzo) |

|                                       |           |                   |
| Andersson 37’, 50’ (rig.) Poggi 90+3’ | Marcatori | 17’, 44’ Vugrinec |

| Arbitro: | Saccani (Mantova) |

|  |           |                        |
|  | Marcatori | 69’ Ventola 80’ Morfeo |

| Arbitro: | Messina (Bergamo) |

|                |           |  |
| Chiesa 6’, 82’ | Marcatori |  |

| Arbitro: | Borriello (Mantova) |

|                                                 |           |                                         |
| C. Lucarelli 35’ (rig.) Vugrinec 46’ Savino 66’ | Marcatori | 38’ Bierhoff 42’ Shevchenko 90’ Kaladze |

| Arbitro: | Pellegrino (Barcellona Pozzo di Gotto) |

|           |           |                |
| Tudor 40’ | Marcatori | 41’ Conticchio |

| Arbitro: | Castellani (Verona) |

|  |           |                               |
|  | Marcatori | 5’, 59’, 79’ (rig.) R. Baggio |

| Verona 13 maggio 2001 30ª giornata | Verona                                 | 0 – 0 referto | Lecce | Stadio Marcantonio Bentegodi\| Arbitro: \| Pellegrino (Barcellona Pozzo di Gotto) \| |
| Arbitro:                           | Pellegrino (Barcellona Pozzo di Gotto) |               |       |                                                                                      |

| Vicenza 20 maggio 2001 31ª giornata | Vicenza         | 0 – 0 referto | Lecce | Stadio Romeo Menti\| Arbitro: \| Braschi (Prato) \| |
| Arbitro:                            | Braschi (Prato) |               |       |                                                     |

| Arbitro: | Saccani (Mantova) |

|           |           |                         |
| Viali 58’ | Marcatori | 63’ Milosevic 83’ Mboma |

| Arbitro: | Messina (Bergamo) |

|                             |           |                               |
| Cruz 52’ (rig.), 84’ (rig.) | Marcatori | 35’ (rig.) Vugrinec 62’ Viali |

| Arbitro: | Racalbuto (Gallarate) |

|                 |           |                   |
| Vasari 48’, 73’ | Marcatori | 45’ (rig.) Crespo |

### Coppa Italia
| Arbitro: | Bolognino (Milano) |

|  |           |                   |
|  | Marcatori | 22’, 68’ Vugrinec |

| Arbitro: | Gabriele (Frosinone) |

|                  |           |              |
| C. Lucarelli 38’ | Marcatori | 67’ Imbriani |

| Arbitro: | Cassarà (Palermo) |

|               |           |              |
| Di Biagio 20’ | Marcatori | 42’ Vugrinec |

| Arbitro: | Rosetti (Torino) |

|                      |           |                                  |
| Lucarelli 10’ (rig.) | Marcatori | 66’ Córdoba 70’ Recoba 75’ Keane |

## Statistiche

### Statistiche di squadra
| Competizione | Punti | In casa | In casa | In casa | In casa | In casa | In casa | In trasferta | In trasferta | In trasferta | In trasferta | In trasferta | In trasferta | Totale | Totale | Totale | Totale | Totale | Totale | DR  |
| Competizione | Punti | G       | V       | N       | P       | Gf      | Gs      | G            | V            | N            | P            | Gf           | Gs           | G      | V      | N      | P      | Gf     | Gs     | DR  |
| ------------ | ----- | ------- | ------- | ------- | ------- | ------- | ------- | ------------ | ------------ | ------------ | ------------ | ------------ | ------------ | ------ | ------ | ------ | ------ | ------ | ------ | --- |
| Serie A      | 37    | 17      | 6       | 5       | 6       | 25      | 30      | 17           | 2            | 8            | 7            | 15           | 24           | 34     | 8      | 13     | 13     | 40     | 54     | -14 |
| Coppa Italia | -     | 2       | 0       | 1       | 0       | 2       | 4       | 2            | 1            | 1            | 0            | 3            | 1            | 4      | 1      | 2      | 0      | 5      | 5      | 0   |
| Totale       | -     | 19      | 6       | 6       | 6       | 27      | 34      | 19           | 3            | 9            | 7            | 18           | 25           | 38     | 9      | 15     | 13     | 45     | 59     | -14 |